# Station Aalter
Station Aalter is een spoorwegstation langs spoorlijn 50A (Brussel - Oostende) in de gemeente Aalter. Het station beschikt over 4 sporen, wat ook zo blijft na de spoorverdubbeling van de lijn 50A.

## Geschiedenis

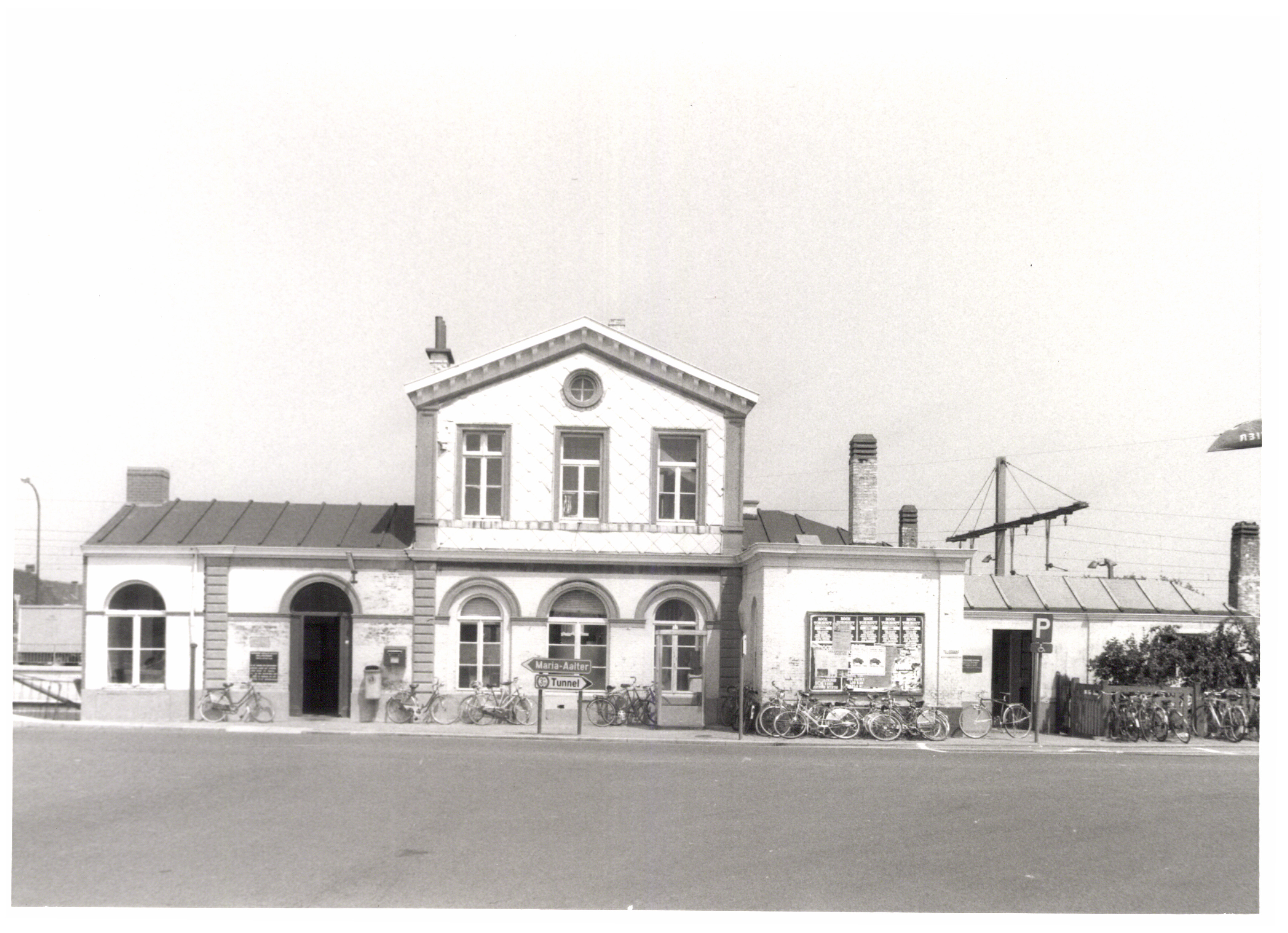
Het oude stationsgebouw in 1984

Bij de opening van de spoorlijn Gent-Brugge was Aalter een van de weinige stopplaatsen op het traject. Er was vanaf ca. 1840 sprake van een station. Er stonden diverse houten gebouwen: een kantoor voor de stationschef, een wachtruimte, een ontvangerskantoor en een bagageruimte. Een belendend stenen gebouw bevatte waterbakken, cokesvoorraad en er was een magazijn. Het stationsgebouw zelf werd in de loop van de 19e eeuw in verschillende fasen opgetrokken, tot rond 1860 een definitief gebouw ontstond dat meer dan een eeuw standhield.

## Huidig stationsgebouw
Het huidige stationsgebouw dateert uit 1984 naar plannen van architect Jacques Devincke. Toentertijd was het een spectaculair en modern ontwerp. Nu voelt het wat gedateerd aan. Het is een typische Devincke-creatie: bruut beton aangevuld met geschilderd metaal in een bepaalde stationseigen kleur. Oorspronkelijk was dit geel, maar een deel van het gebouw is inmiddels met metaalgrijze verf beschilderd.
De voetgangerstunnel is volledig van beton en was bekleed met donkerblauwe platen. Door die platen doet de, sowieso al niet in het licht badende tunnel, erg donker aan. Tevens was hij door de trappen moeilijk toegankelijk voor rolstoelgebruikers. Hoewel er ondanks de vernieuwing van de volledige spoorlijn geen werken gepland waren in het station, startten Infrabel en NMBS in 2019 toch met de vernieuwing van de perrons en de onderdoorgang. Eens die werken voltooid zijn, komt er nog een nieuw stationsgebouw en een nieuwe parking.
Naast het station is er een busterminal. Hier kan overgestapt worden op streekbussen die naar alle windstreken rijden. Er is ook een groot fietsenrek, dat ontworpen werd in dezelfde stijl als het station.
In het stationsgebouw bevindt zich een digitaal informatiebord.
Sinds 1 maart 2024 zijn de loketten van dit station is enkel in de week geopend tussen 7 en 14.15 uur.

## Afbeeldingen

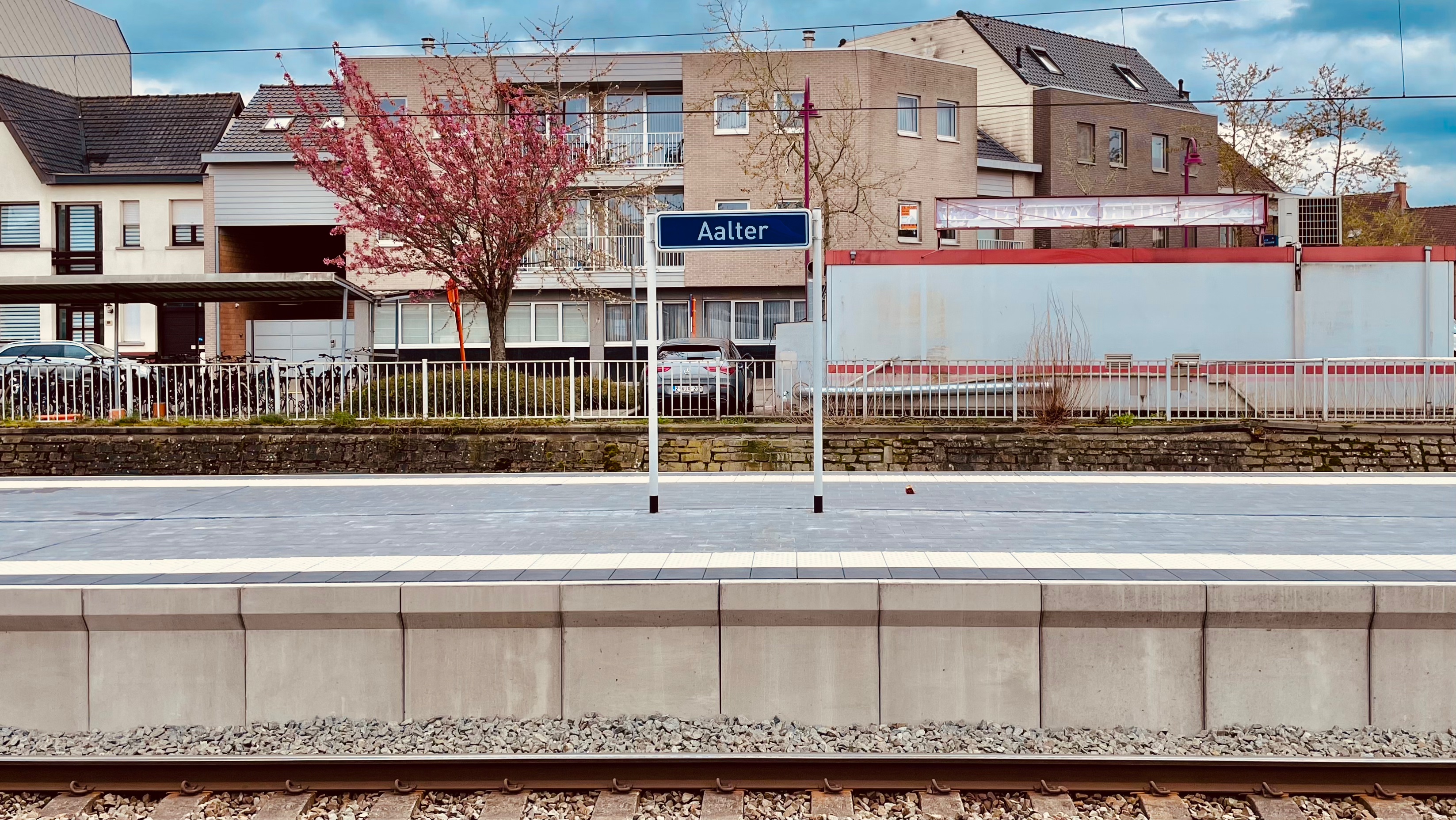
Plaatsnaambord
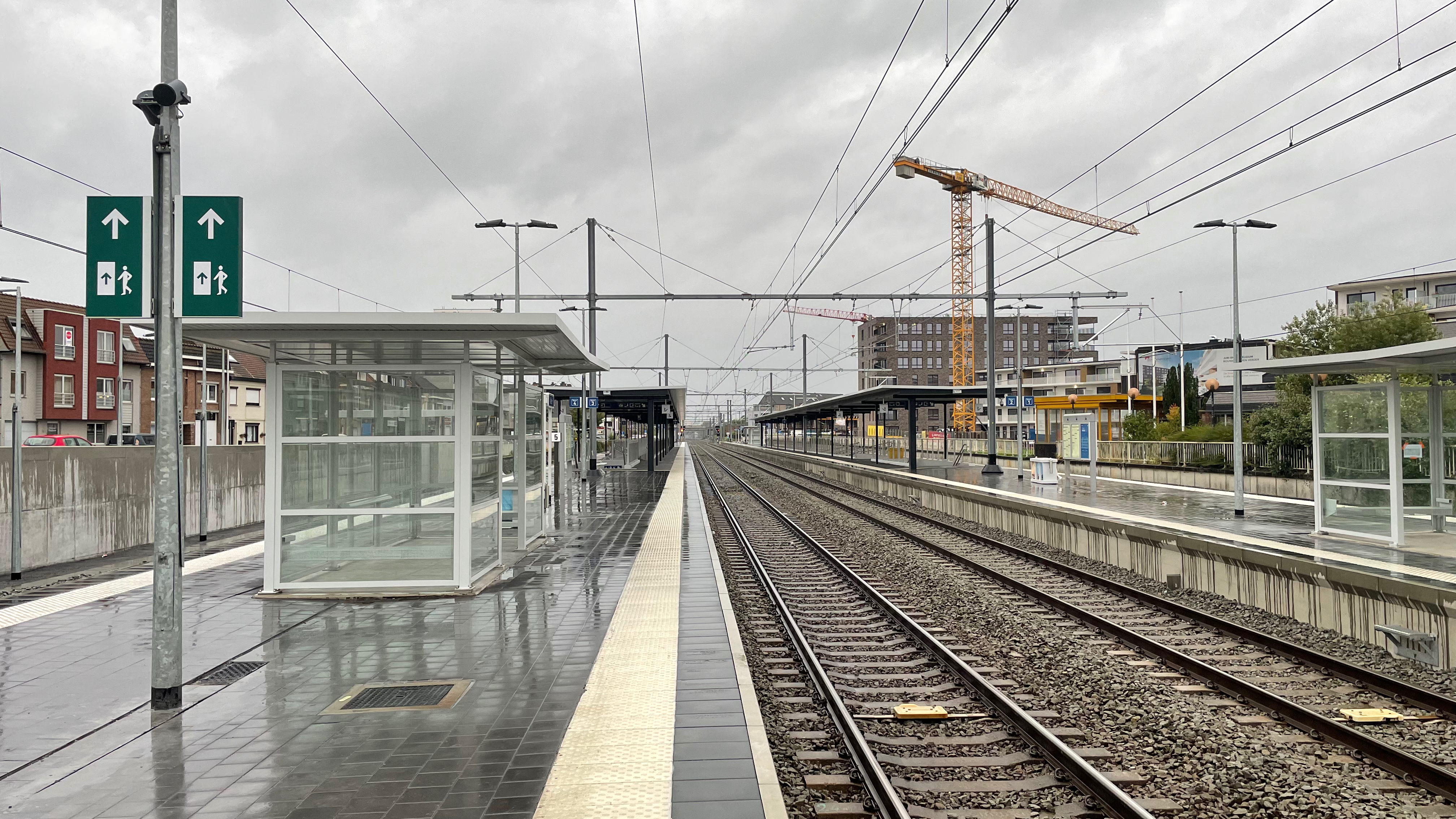
Vernieuwde perrons
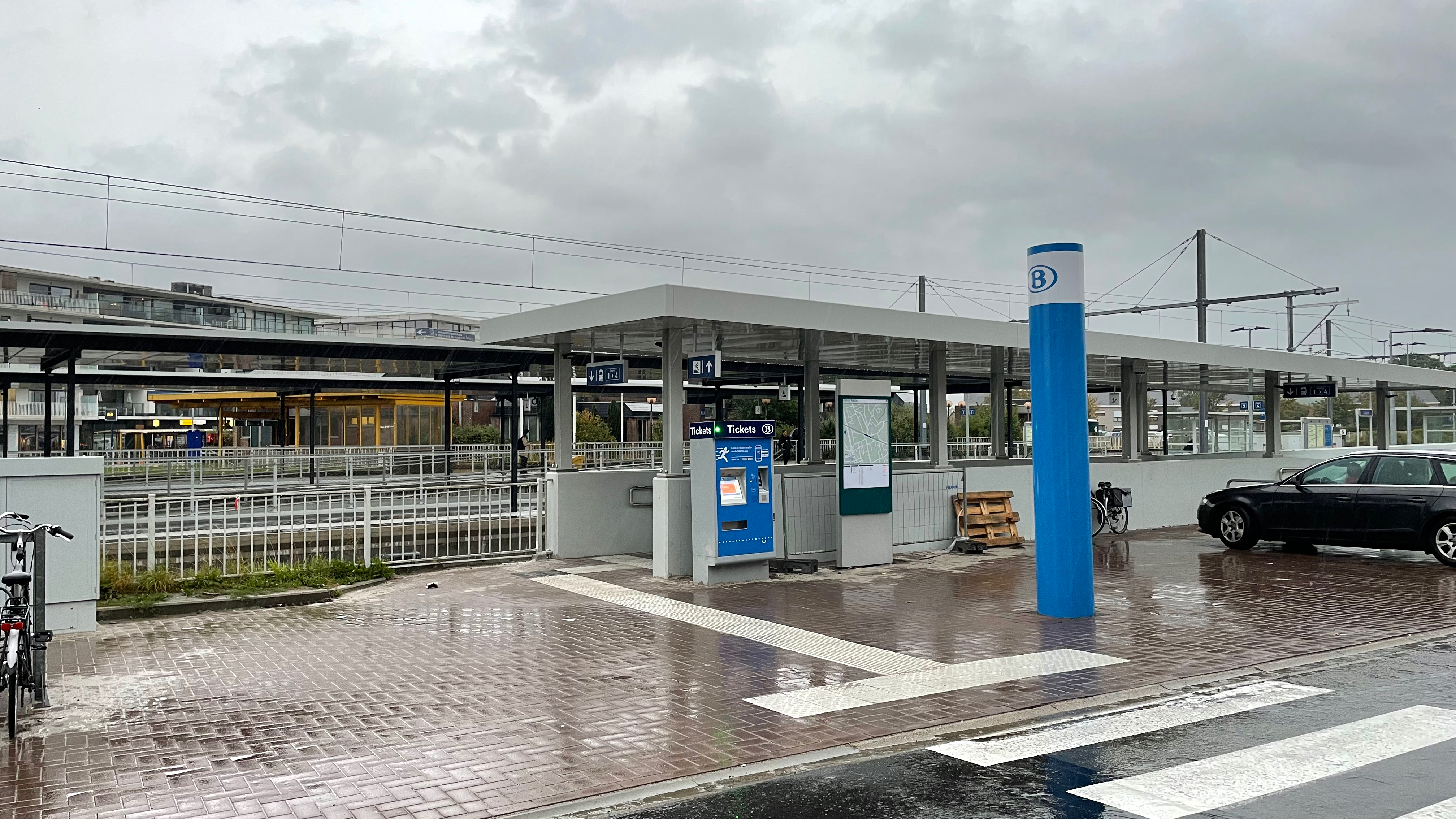
Toegang tot het station
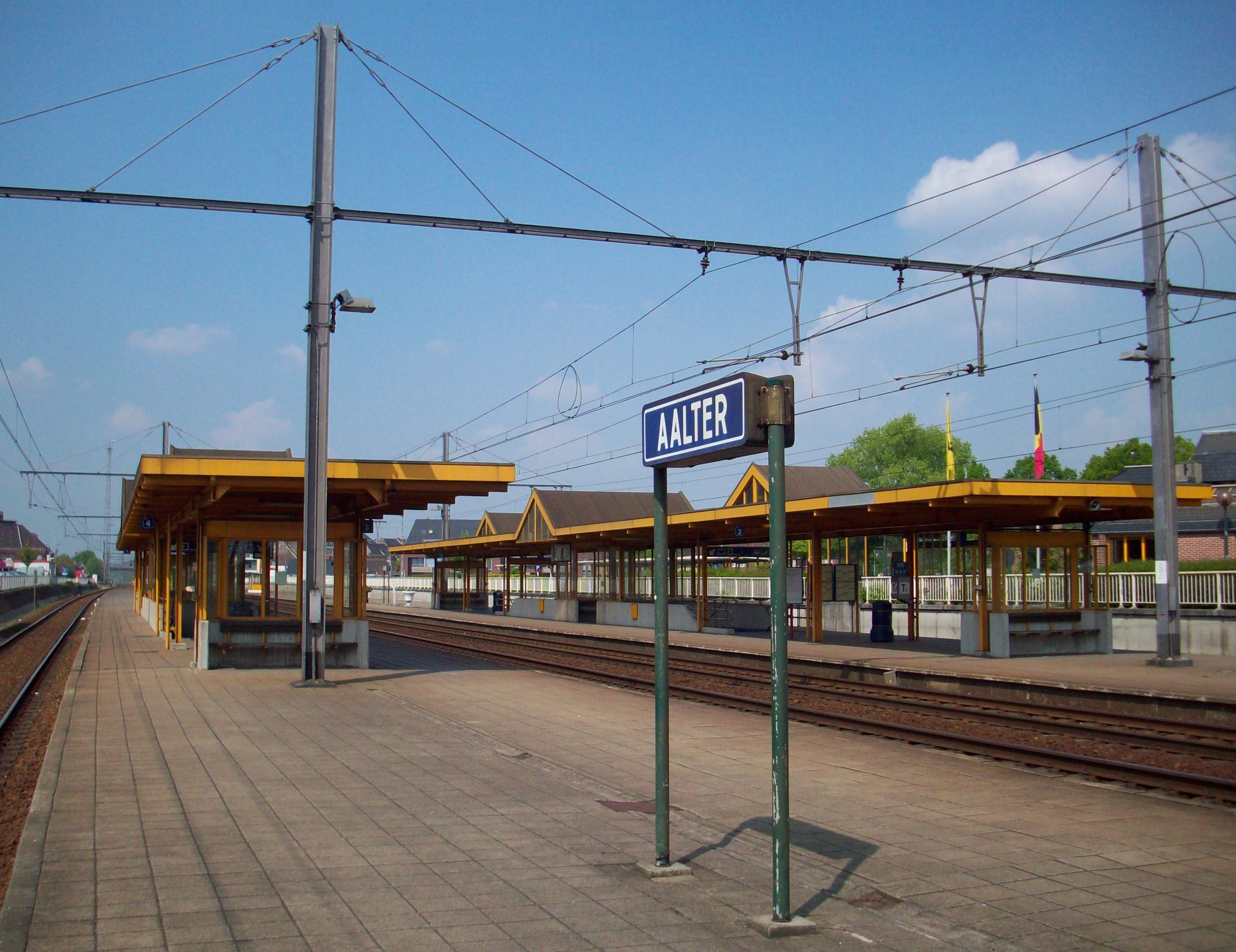
Zicht op de perrons (voor renovatie)
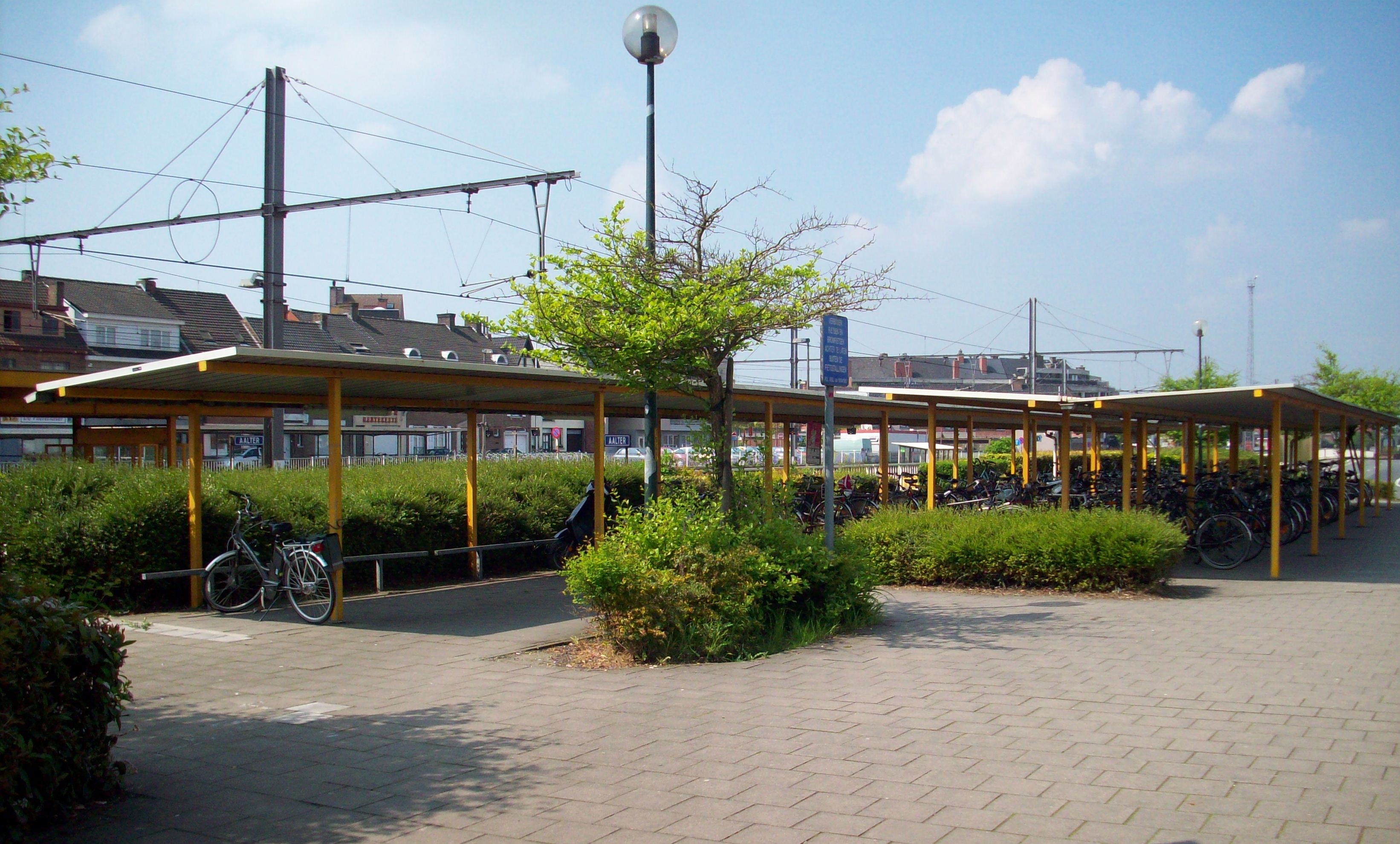
Fietsenstalling
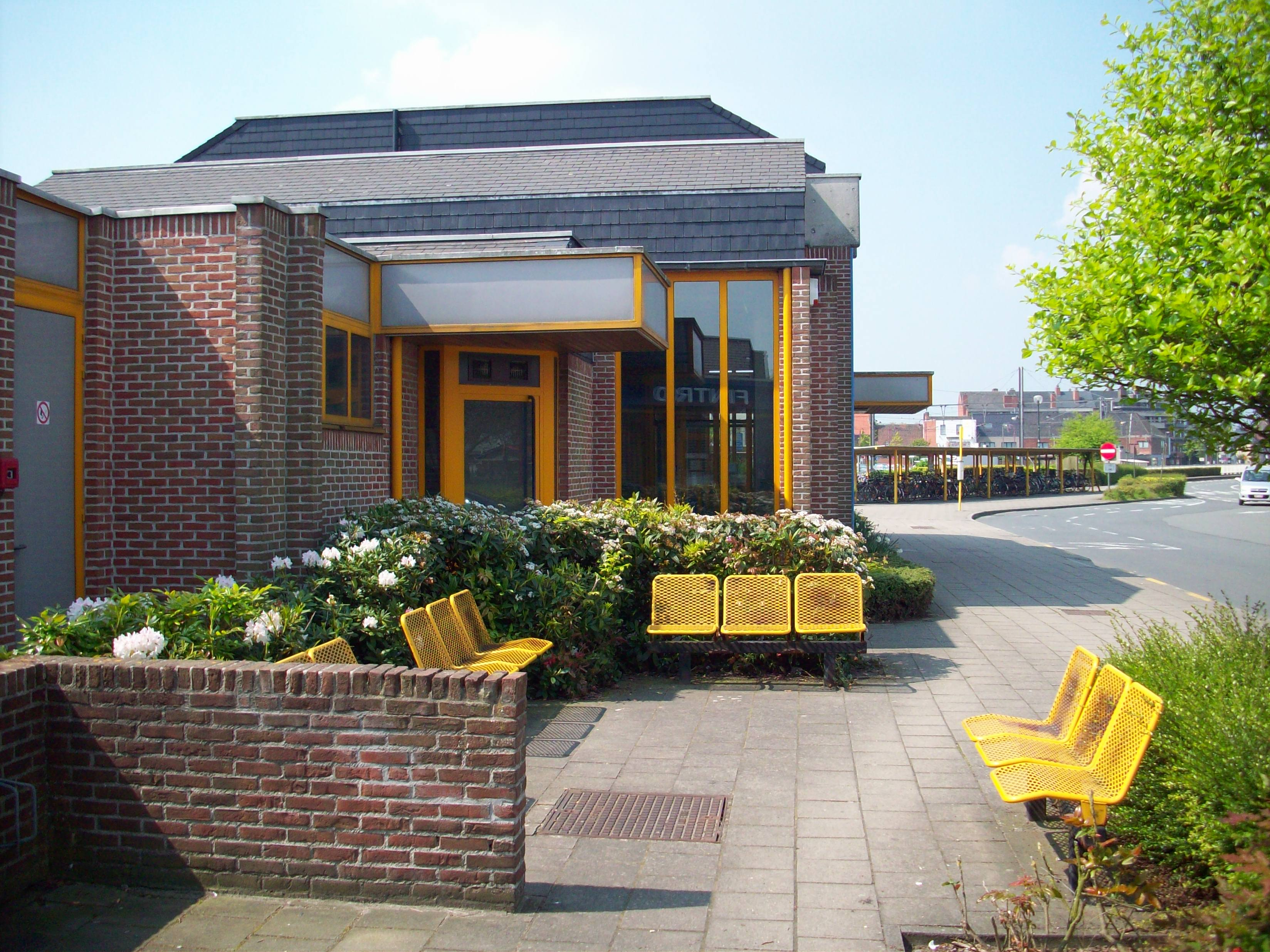
Stationsgebouw
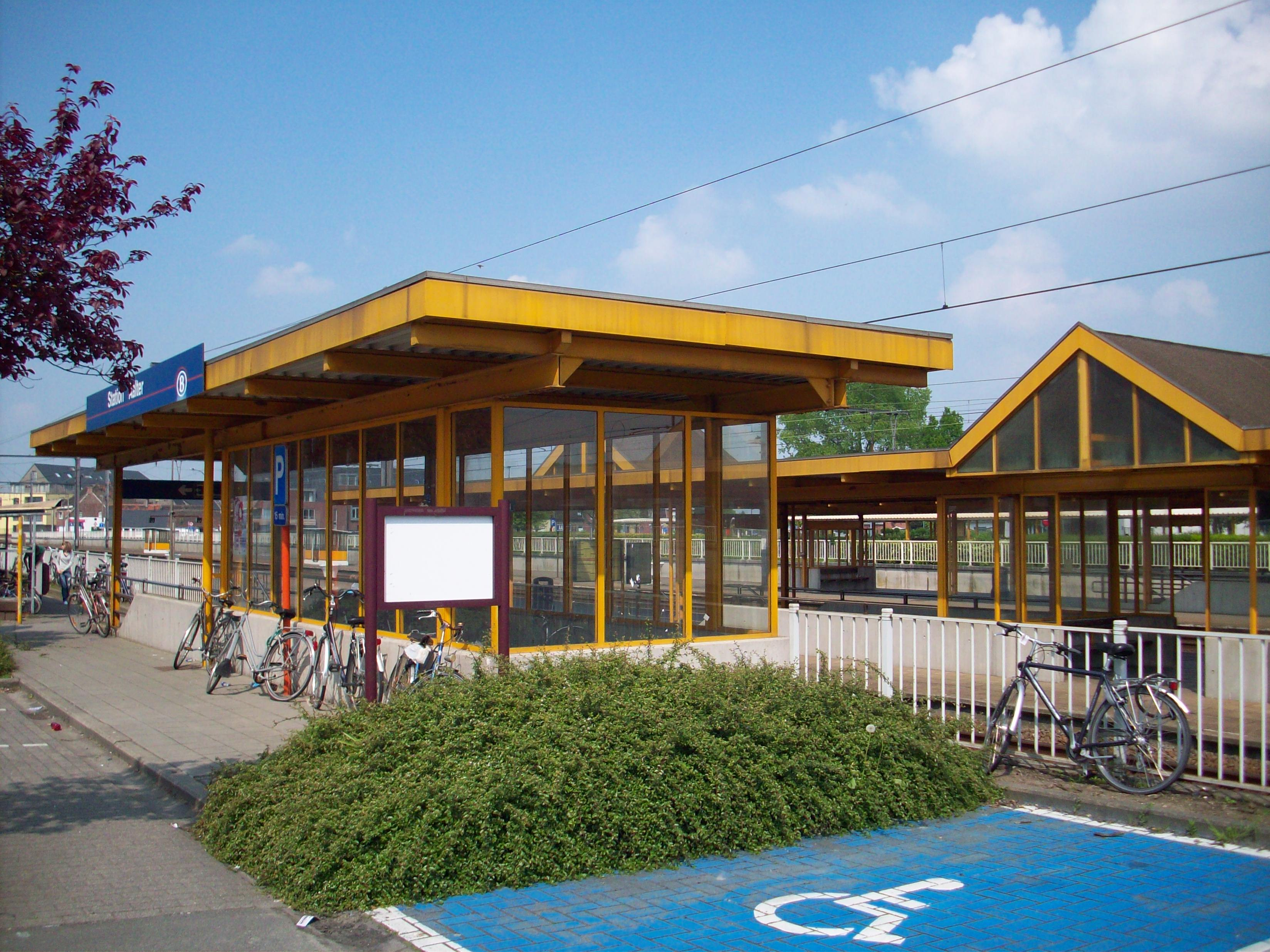
Achteringang van het station       (voor renovatie)

## Treindienst
| Serie       | Treinsoort          | Route | Bijzonderheden |
| ----------- | ------------------- | --- | --- |
| IC 03       | Intercity (NMBS)    | Genk – Leuven – Brussel-Zuid – Gent-Sint-Pieters – Aalter – Brugge – Blankenberge                        | |
| IC 23A      | Intercity (NMBS)    | Brussels Airport-Zaventem – Brussel-Zuid – Gent-Sint-Pieters – Aalter – Brugge – Knokke                  | |
| L 550       | L-trein (NMBS)      | Mechelen – Dendermonde – Gent-Sint-Pieters – Aalter – Brugge – [ Zeebrugge-Strand ] / [ Zeebrugge-Dorp ] | Rijdt in het weekend tussen Zeebrugge-Strand - Gent-Sint-Pieters. Rijdt enkel in juli en augustus in de week tussen Zeebrugge-Strand - Mechelen. |
| P 7050/8050 | Piekuurtrein (NMBS) | Brugge – Aalter – Gent-Sint-Pieters                                                                      | Rijdt alleen op werkdagen. |

## Reizigerstellingen
De grafiek en tabel geven het gemiddeld aantal instappende reizigers weer op een week-, zater- en zondag.
| Tabel: aantal instappende reizigers station Aalter | Tabel: aantal instappende reizigers station Aalter | Tabel: aantal instappende reizigers station Aalter | Tabel: aantal instappende reizigers station Aalter |
|                                                    | Weekdag                                            | Zaterdag                                           | Zondag                                             |
| -------------------------------------------------- | -------------------------------------------------- | -------------------------------------------------- | -------------------------------------------------- |
| 1977                                               | 1 468                                              | 278                                                | 181                                                |
| 1978                                               | 1 432                                              | 226                                                | 212                                                |
| 1979                                               | 1 279                                              | 235                                                | 179                                                |
| 1980                                               | 1 501                                              | 253                                                | 258                                                |
| 1981                                               | 1 638                                              | 309                                                | 283                                                |
| 1982                                               | 1 628                                              | 308                                                | 258                                                |
| 1983                                               | 1 740                                              | 265                                                | 307                                                |
| 1984                                               | 1 899                                              | 295                                                | 278                                                |
| 1985                                               | 1 736                                              | 264                                                | 314                                                |
| 1986                                               | 1 568                                              | 266                                                | 292                                                |
| 1987                                               | 1 606                                              | 249                                                | 266                                                |
| 1988                                               | 1 757                                              | 300                                                | 238                                                |
| 1989                                               | 1 438                                              | 232                                                | 226                                                |
| 1990                                               | 1 631                                              | 288                                                | 256                                                |
| 1991                                               | 1 714                                              | 260                                                | 249                                                |
| 1992                                               | 1 540                                              | 270                                                | 254                                                |
| 1993                                               | 1 316                                              | 256                                                | 280                                                |
| 1994                                               | 1 441                                              | 137                                                | 270                                                |
| 1995                                               | 1 459                                              | 301                                                | 317                                                |
| 1996                                               | 1 423                                              | 355                                                | 263                                                |
| 1997                                               | 1 474                                              | 341                                                | 247                                                |
| 1998                                               | 1 495                                              | 337                                                | 253                                                |
| 1999                                               | 1 339                                              | 290                                                | 219                                                |
| 2000                                               | 1 481                                              | 394                                                | 384                                                |
| 2001                                               | 1 453                                              | 378                                                | 416                                                |
| 2002                                               | 1 430                                              | 422                                                | 407                                                |
| 2003                                               | 1 705                                              | 562                                                | 446                                                |
| 2004                                               | 1 481                                              | 554                                                | 469                                                |
| 2005                                               | 1 803                                              | 554                                                | 448                                                |
| 2006                                               | 1 696                                              | 595                                                | 554                                                |
| 2007                                               | 1 911                                              | 587                                                | 540                                                |
| 2008                                               | -                                                  | -                                                  | -                                                  |
| 2009                                               | 2 099                                              | 626                                                | 612                                                |
| 2010                                               | -                                                  | -                                                  | -                                                  |
| 2011                                               | -                                                  | -                                                  | -                                                  |
| 2012                                               | 2 114                                              | 720                                                | 709                                                |
| 2013                                               | 1 936                                              | 733                                                | 667                                                |
| 2014                                               | 2 017                                              | 549                                                | 643                                                |
| 2015                                               | 1 957                                              | 526                                                | 536                                                |
| 2016                                               | 1 951                                              | 620                                                | 864                                                |
| 2017                                               | 2 070                                              | 753                                                | 871                                                |
| 2018                                               | 2 178                                              | 981                                                | 765                                                |
| 2019                                               | 2 288                                              | 1 055                                              | 855                                                |
| 2020                                               | 1 353                                              | 472                                                | 458                                                |
| 2021                                               | -                                                  | -                                                  | -                                                  |
| 2022                                               | 2 278                                              | 1 006                                              | 776                                                |
| 2023                                               | 2 021                                              | 794                                                | 807                                                |
| 2024                                               | 2 348                                              | 622                                                | 620                                                |

3,8: Brussel-Zuid ·
7,8: Anderlecht ·
52,1: Gent-Sint-Pieters ·
56,1: Drongen ·
58,8: Halewijn ·
61,9: Landegem ·
64,9: Hansbeke ·
68,5: Bellem ·
71,5: Aalter ·
76,1: Maria-Aalter ·
80,7: Beernem ·
86,5: Oostkamp ·
92,2: Brugge ·
98,9: Varsenare ·
101,8: Jabbeke ·
108,0: Oudenburg ·
109,9: Zandvoorde ·
114,3: Oostende